# Kloster Sandau
Kloster Sandau  ist eine ehemalige, nicht mehr vorhandene Klosteranlage  des Benediktinerordens in Bayern.

## Geographische Lage
Das ehemalige Kloster, an das heute nur noch eine Kirche erinnert, lag am  rechten Ufer des Lechs am nördlichen Rande des heutigen Stadtgebietes der Stadt Landsberg am Lech in Oberbayern.

## Geschichte

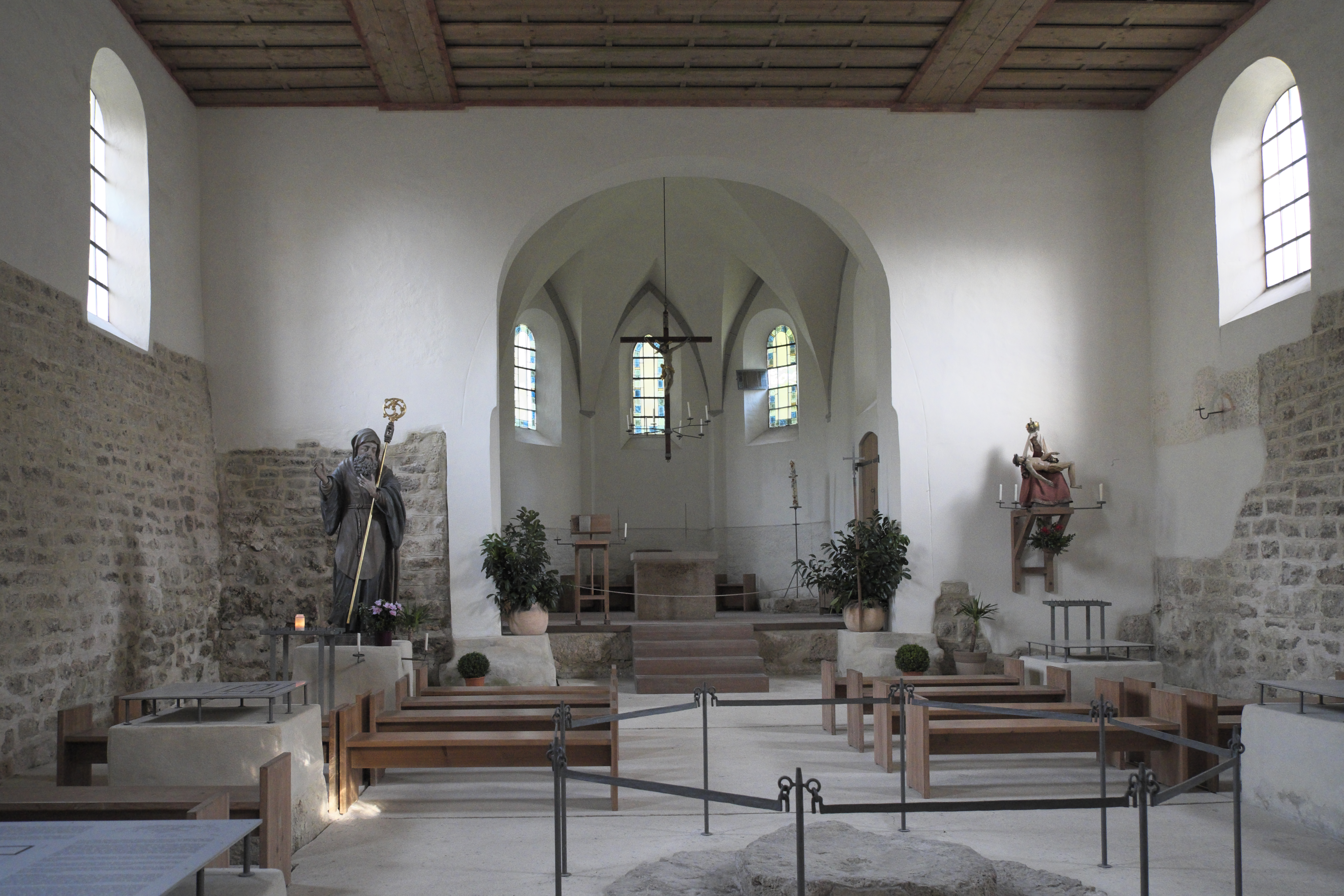
Ehemalige Klosterkirche St. Benedikt

Das Kloster wurde um 740 von den Brüdern Waldram, Eliland und Landfrid, Grafen zu Antdorf an der Loisach aus der Adelssippe der Huosi, zusammen mit Kloster Benediktbeuern, wo Landfrid der erste Abt wurde, und sechs weiteren Klöstern (den Männerkonventen Schlehdorf, Seiferstetten, Wessobrunn und den drei Frauenklöstern Kochel, Polling und Staffelsee) gegründet.
Das Kloster wurde wahrscheinlich im 9./10. Jahrhundert sowie nochmals in der Mitte des 10. Jahrhunderts zerstört. Die steinerne Klosterkirche wurde aber weiter erhalten und bis heute immer wieder umgebaut. Ausgrabungen ermöglichen die Rekonstruktion ihrer Baugeschichte. Das Kloster besaß Marktrecht, nach seiner Zerstörung ging das Marktrecht an die Stadt Landsberg über.